# Pierre Bourdieu

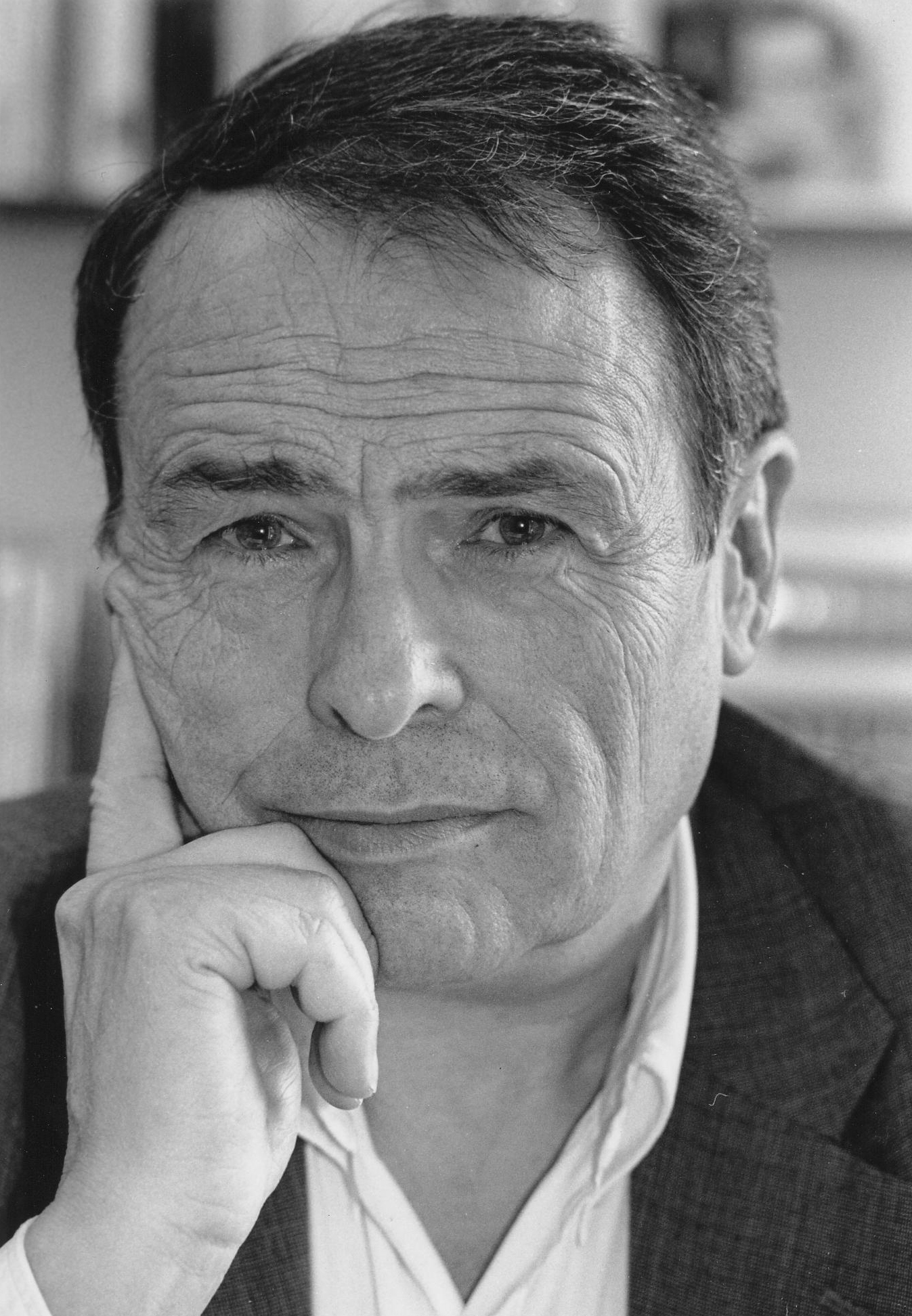
Pierre Bourdieu, 1996

Pierre Félix Bourdieu [pjɛːʀ feˈliks buʀˈdjø] (* 1. August 1930 in Denguin; † 23. Januar 2002 in Paris) war ein französischer Soziologe und Sozialphilosoph. Er gehört zu den einflussreichsten Soziologen in der zweiten Hälfte des 20. Jahrhunderts und wirkte an der Pariser Elite-Hochschule École des hautes études en sciences sociales (EHESS) sowie am Collège de France.

## Leben

Pierre Bourdieu, 1969

Pierre Bourdieu, Sohn des Landwirts und späteren Postangestellten Albert Bourdieu und dessen Ehefrau Noémie Bourdieu, geb. Duhau, besuchte zunächst das Lycée de Pau in seiner Heimatstadt Denguin im Département Pyrénées-Atlantiques. 1948 wechselte er an das Lycée Louis-le-Grand in Paris. Ab 1951 studierte Bourdieu im Hauptfach Philosophie an der Elitehochschule École normale supérieure (ENS), wo er 1954 die Agrégation erhielt. Während seines Studiums im Jahrzehnt des französischen Existentialismus hörte Bourdieu unter anderem Logik und Wissenschaftsgeschichte bei Gaston Bachelard und Georges Canguilhem; er befasste sich mit Hegel und schrieb eine Abhandlung über Leibniz.
Bourdieu begann noch im Jahr 1954 mit einer Dissertation bei Canguilhem. Sein Doktorvater vermittelte ihm eine Stelle als Gymnasiallehrer in der Auvergne, die er etwa für ein Jahr von 1954 bis 1955 innehatte. 1955 zum Militärdienst eingezogen, wurde er für kurze Zeit in Versailles stationiert, aus disziplinarischen Gründen jedoch schnell im Algerienkrieg eingesetzt. 1957 brach er seine Dissertationsarbeit ab, um sich ethnologisch-soziologischer Feldforschung in Algerien zu widmen. Die Methoden der Ethnologie hatte er sich selbst angeeignet.
Im Anschluss an seinen Militärdienst führte er von 1958 bis 1960 in der Region Kabylei im nördlichen Algerien Feldforschungen zur Kultur der Berber durch. Hier arbeitete Bourdieu mit den pères blancs zusammen, katholischen Missionaren aus dem Orden der Afrikamissionare, die seit langem in der Kabylei ansässig waren. Er unterrichtete in der philosophischen Abteilung der Universität von Algier. Bereits 1958 erschien seine erste Veröffentlichung über Algerien: Sociologie de l’Algérie.
Von 1962 bis 1983 war Bourdieu mit der Kunsthistorikerin Marie-Claire Brizard verheiratet. Aus der Ehe gingen drei Kinder hervor: Jérôme Bourdieu, Emmanuel Bourdieu und Laurent Bourdieu.

### Akademische Laufbahn
Von 1960 bis 1961 war Bourdieu Assistent Raymond Arons an der philosophischen Fakultät der Sorbonne. Anschließend unterrichtete er bis 1964 Soziologie als Dozent an der Universität Lille. Er beschäftigte sich unter anderem mit Émile Durkheim, Max Weber und Alfred Schütz, mit amerikanischen Soziologen, der britischen Anthropologie sowie mit dem Linguisten Ferdinand de Saussure.
Gleichzeitig betrieb er Studien der arabischen und berberischen Sprache, die er bereits in Algerien begonnen hatte. Bis 1964 verbrachte Bourdieu seine unterrichtsfreie Zeit jeweils in Algerien, um seine ethnologischen Feldstudien fortzusetzen. In der Zeit zwischen 1958 und 1964 entstanden rund 3000 Fotos über den Krieg und das Alltagsleben in Algerien, insbesondere in Algier, von denen nur noch ein Teil vorhanden ist. Erst kurz vor seinem Tod wurden die Fotodokumente veröffentlicht – einzelne Fotos hatten zuvor als Titelbilder seiner Bücher gedient. In den Deichtorhallen in Hamburg wurde 2006 eine Ausstellung mit Fotoarbeiten Bourdieus gezeigt.
1963 publizierte er gemeinsam mit Alain Darbel, Jean-Paul Revet und Claude Seibel Abhandlungen über die Entstehung der Lohnarbeit und eines städtischen Proletariats in Algier. 1964 erschien eine Arbeit über die Krise der traditionellen Landwirtschaft, die Zerstörung der Gesellschaft sowie die Umsiedlungsaktionen durch die französische Armee, die er gemeinsam mit Abdelmalek Sayad verfasst hatte.
Auch andere Werke Bourdieus beziehen sich teilweise auf seine ethnologischen und soziologischen Forschungsergebnisse in Algerien, insbesondere seine Veröffentlichungen Entwurf einer Theorie der Praxis auf der ethnologischen Grundlage der kabylischen Gesellschaft im Jahr 1972, Sozialer Sinn. Kritik der theoretischen Vernunft aus dem Jahr 1980 sowie seine späte Arbeit Die männliche Herrschaft von 1998.

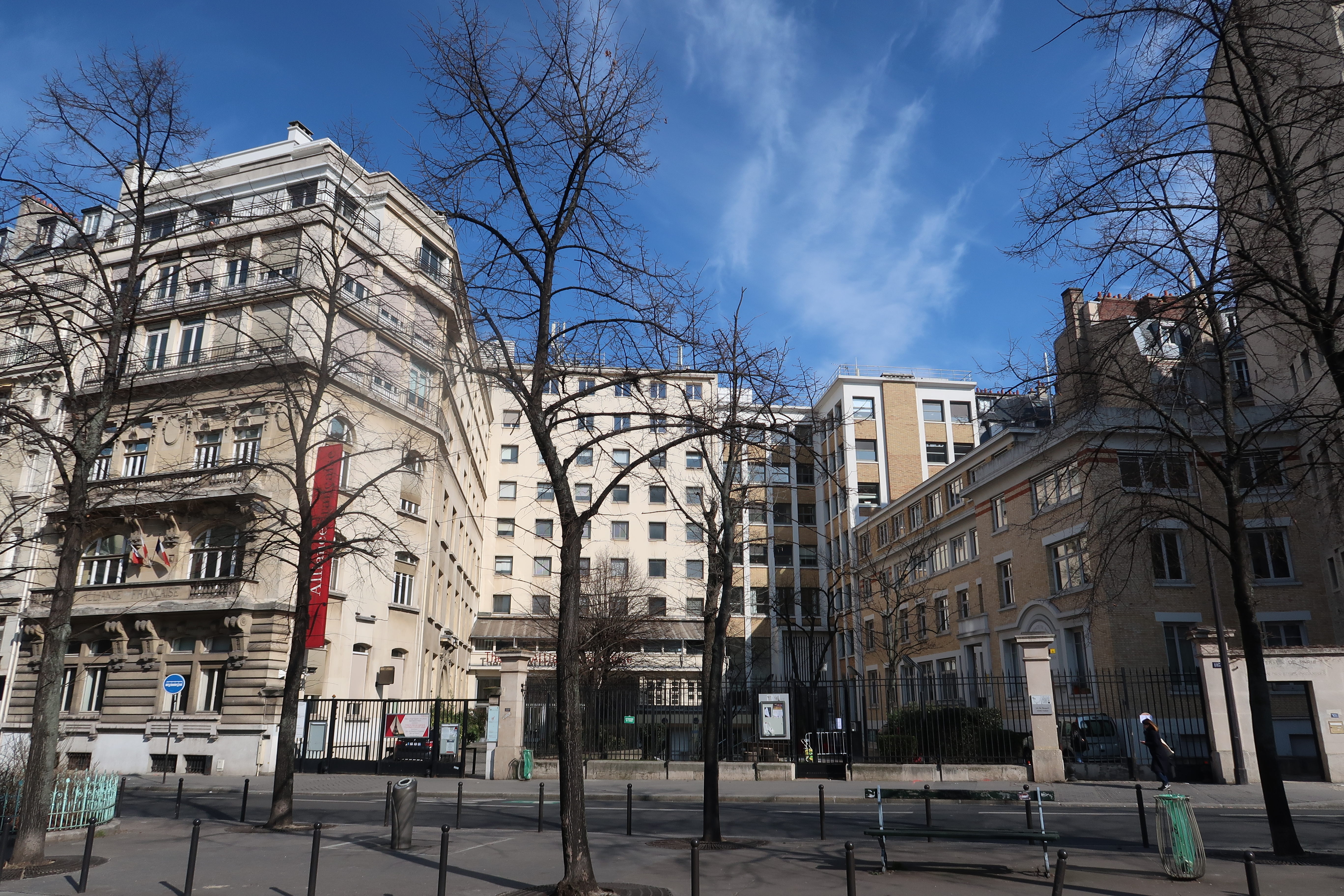
Im Jahr 1964 wechselte Pierre Bourdieu an die Pariser Elite-Hochschule École des hautes études en sciences sociales (EHESS) und prägte die Institution in den darauffolgenden Jahren entscheidend mit.

Bourdieu wechselte 1964 an die École des hautes études en sciences sociales (EHESS). Mit dem Soziologen Jean-Claude Passeron verband ihn eine lange Zusammenarbeit. Sie publizierten im selben Jahr gemeinsam das Werk Die Illusion der Chancengleichheit. Untersuchungen zur Soziologie des Bildungswesens am Beispiel Frankreichs, das große Aufmerksamkeit in der Fachöffentlichkeit erregte und Bourdieu als Soziologen bekannt machte.
1968 gründete er an der EHESS mit Hilfe Raymond Arons, der dafür eine Förderung durch die Ford Foundation erhielt, das Centre de sociologie européenne (CSE).

### Hauptwerk 1979 und Lehrstuhl am Collège de France 1981
Sein Hauptwerk Die feinen Unterschiede, das auf jahrelangen empirischen Untersuchungen in Frankreich beruht, wurde 1979 veröffentlicht; in deutscher Übersetzung erschien es 1982.
Seit 1981 hatte Bourdieu einen Lehrstuhl für Soziologie am Collège de France inne, eine der höchsten Positionen im französischen Universitätssystem. 1985 wurde er Direktor des CSE am Collège de France und der EHESS in Paris. Im selben Jahr bat ihn Staatspräsident François Mitterrand, Vorschläge zur Reform des französischen Bildungswesens auszuarbeiten.

### Politisches Engagement

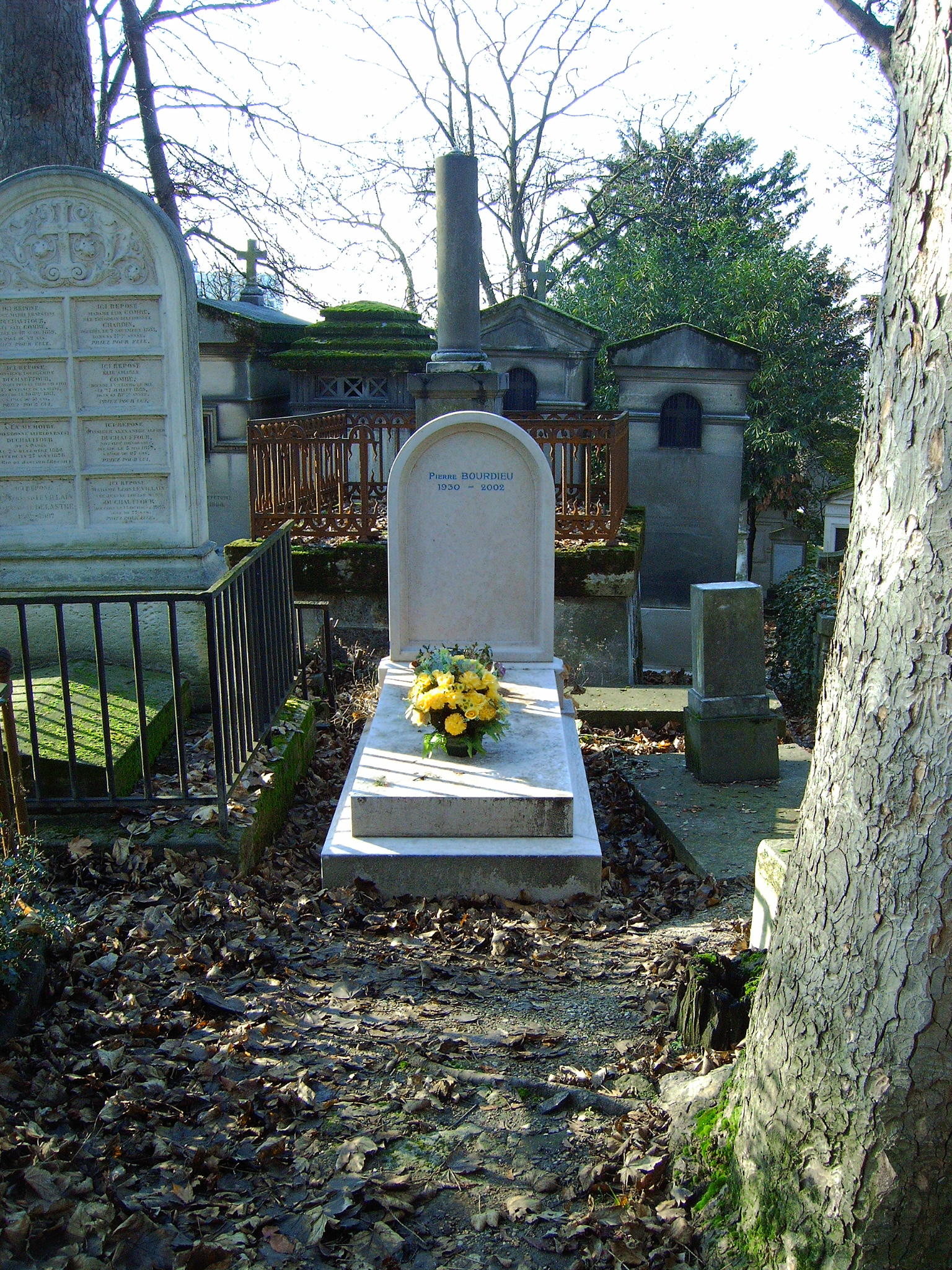
Bourdieus Grab auf dem Friedhof Père-Lachaise

Bourdieu war auch, vor allem in späteren Jahren, ein politischer Intellektueller. Die Tendenz zu politischen Stellungnahmen ist jedoch keine Spätentwicklung, sondern äußert sich bereits in seinen frühen Schriften zu Algerien. Bekannt wurde seine Solidarisierung mit streikenden Bahnarbeitern auf einer Betriebsversammlung im Gare de Lyon am 13. Dezember 1995. Im Jahre 1998 erschien sein Buch Gegenfeuer, das den Neoliberalismus kritisierte. Er wandte sich „in der Rolle eines Typus der Sozialfigur des ‚Intellektuellen‘ an die Öffentlichkeit“, bei dem dezidiert „von dem bis dahin vorherrschenden Bild eines ‚totalen Intellektuellen‘“ Abstand genommen wurde, das durch Jean-Paul Sartre verkörpert wurde. Diesem setzte Bourdieu „den realutopischen Entwurf eines kollektiven, auf wissenschaftlicher Expertise basierenden politischen Engagements“ entgegen (Franz Schultheis).
1998 unterstützte Bourdieu auch die Arbeitslosenbewegung in Frankreich, war Mitbegründer der globalisierungskritischen Bewegung Attac und trat im Mai 2000 für eine Vernetzung der sozialen Bewegungen in Europa gegen den Neoliberalismus ein.
Obwohl ins Zentrum der akademischen Macht in Frankreich – das Collège de France – vorgedrungen, blieb er, selbst aus einfachen Verhältnissen stammend, zeit seines Lebens dem Gebaren und den Gepflogenheiten dieser Institution gegenüber innerlich distanziert. Seine kritisch-ironische Antrittsvorlesung Leçon sur la leçon und die großangelegte Studie Homo academicus zeugen von dieser Distanz.

### Tod
Bourdieu starb am 23. Januar 2002 in Paris im Alter von 71 Jahren infolge einer Krebserkrankung.

## Forschung
In der damaligen westdeutschen Soziologie gab es besonders seit den 1980er Jahren eine intensivere Rezeption von Bourdieus Werken. Als schwierig gestaltete sich die Übertragung bei der Rezeption seiner Theorien ins Deutsche. Bourdieus soziologische Forschungen, zumeist im Alltagsleben verwurzelt, waren vorwiegend empirisch orientiert und können der Kultursoziologie zugeordnet werden. Anknüpfend an den Strukturalismus versuchte Bourdieu, subjektive Faktoren mit objektiven Gegebenheiten zu verbinden. Wissenschaftstheoretisch vertrat er unter anderem die Aufhebung des Dualismus von Subjektivismus und Objektivismus, zwischen Idealismus und Materialismus. Auch zum mittelalterlichen Universalienstreit nahm Bourdieu eine vermittelnde Position zwischen Nominalismus und Realismus ein.
Soziologie ist für Bourdieu viel mehr als die Rekonstruktion objektiver Beziehungen. Sie orientiert sich ebenso an den subjektiven Erfahrungen und Orientierungen. Bourdieu geht davon aus, dass ein Individuum in seinen Entfaltungsmöglichkeiten begrenzt ist. Das Individuum bezeichnet er selbst als Habitus-Träger.
Bourdieu entwickelte seine theoretischen Begriffe unter Einbeziehung der Erfahrungen von Individuen. Er verwendete Leitbegriffe wie Habitus, sozialer Raum, soziales Feld, Kapital und Klasse. Alle diese in der Soziologie und Ökonomie verwendeten Begriffe entwickelte er so weiter, dass sie in der Zusammenschau eine neue empirisch begründete soziologische Theorie ergeben, die in den heutigen soziologischen Diskursen von großer Bedeutung ist und häufig als „Theorie der Praxis“ bezeichnet wird. Mit seinem Konzept einer praxeologischen Erkenntnisweise, das er aus seiner Kritik an der theoretischen Vernunft – den Erkenntnismöglichkeiten eines rein theoretisch arbeitenden Wissenschaftlers – formulierte, wollte er objektive Erkenntnis nicht negieren, sondern überschreiten.
Die Kulturtheorie Bourdieus vergleicht Interaktionen des Alltagslebens mit einem Spiel. Die Individuen besitzen unterschiedlich viele Potentiale verschiedener Art, die sie einsetzen und teilweise umwandeln können: ökonomisches Kapital, soziales Kapital, symbolisches Kapital und kulturelles Kapital. Dabei gilt: „Und jeder spielt entsprechend der Höhe seiner Chips.“ So kann der Erwerb kulturellen Kapitals beispielsweise zur Erhöhung des ökonomischen Kapitals dienen.
Das soziale Feld differenziert er weiter und unterscheidet das politische und das literarische Feld (Literatursoziologie). Die jeweiligen Felder sind mit einem bestimmten Denk-, Wahrnehmungs- und Handlungsschema – also einem Habitus – verknüpft, worüber Individuen wiederum auf soziale Felder zurückwirken. Bourdieu vertritt somit weder einen Strukturdeterminismus noch einen individualistischen Ansatz.
Schon in seinen frühen Schriften legte Bourdieu eine Theorie der symbolischen Formen und der symbolischen Gewalt vor, die er in seinen weiteren Studien verfeinerte. In Die feinen Unterschiede. Kritik der gesellschaftlichen Urteilskraft stellte er seine Theorie und Begrifflichkeit umfassend dar. Er prägte die Bezeichnung Distinktionsgewinn für die erfolgreiche Durchsetzung eines neuen vorherrschenden Geschmacks und Lebensstils als Mittel im Kampf um gesellschaftliche Positionen. Diese Kulturkämpfe zwischen den gesellschaftlichen Klassen finden in einem sogenannten Raum der Lebensstile statt. Dabei reproduzieren sich die hegemonialen Klassen in der Regel an die jeweiligen neuen Bedingungen angepasst.
Nach Bourdieu gibt es für die menschliche Freiheit vielfältige Begrenzungen, unter anderem durch unbewusste verinnerlichte Faktoren, Illusionen, durch sozioökonomische Strukturen, historische Gegebenheiten, Geschlecht, Nationalität und Weltanschauung. Jedoch hat jeder Mensch innerhalb seiner Grenzen einen individuellen Handlungsspielraum, der umso größer ist, je komplexer die Gesellschaft organisiert ist. Nur vor diesem beschränkten Hintergrund gibt es sozialen Wandel und Innovation.
Wissenschaftliche Vorläufer Bourdieus waren insbesondere Émile Durkheim, Max Weber und Karl Marx. Seine Sozial-Epistemologie ist von Émile Durkheim beeinflusst. Bourdieu verwendet wie dieser den Begriff der sozialen Tatsache und teilt die Grundeinsicht in die Bedeutung der Kultur- und Sozialanthropologie für die Soziologie. Mit Weber verband ihn der Ungleichheitsdiskurs, der sich an der subjektiv ausgerichteten Begriffstrias Klasse, Stand und Partei orientiert. Von Marx übernahm er Teile der objektiv ausgerichteten Konzepte Klasse, Klassenkampf und Kapital, die er über die ökonomischen Aspekte hinaus sehr stark erweiterte. Friedrich Nietzsches Zur Genealogie der Moral stand bei Bourdieus Diskussion des Verhältnisses zwischen dem Adel und den einfachen Leuten Pate.
Zentrale Begriffskonzepte Bourdieus weisen deutliche Parallelen zu Norbert Elias auf. Bourdieu selbst betonte, dass dessen Schriften für ihn sehr wichtig gewesen seien. Beide standen von 1976 bis 1990 in Briefkontakt. Der Briefwechsel befindet sich im Deutschen Literaturarchiv in Marbach am Neckar.
Sein wissenschaftliches Gesamtwerk zeichnet sich durch hohe Komplexität aus, da er nicht nur verschiedene Wissenschaftssysteme, sondern gleichzeitig eine Vielzahl von neu konnotierten Begrifflichkeiten miteinander verbindet.
Bekannt war Bourdieu zudem als politisch engagierter Intellektueller, der sich gegen die herrschende Elite wandte. Die Aufgabe der neuen sozialen Bewegungen umschrieb er mit dem Begriff der ökonomischen Alphabetisierung. Politisch setzte er sich für Formen direkter Demokratie ein. Obwohl nach seiner Auffassung auch für Wissenschaftler nur eine relative Autonomie zu erreichen ist, vertrat er die Auffassung, Interventionen in ökonomische, politische und soziale Auseinandersetzungen seien für Intellektuelle nur auf dieser Basis sinnvoll.
Bei seinen Forschungsprojekten setzte Bourdieu qualitative und quantitative Methoden der empirischen Sozialforschung ein. In dem Werk Das Elend der Welt arbeitete er vor allem mit qualitativen Interviews. Um eine Feldanalyse durchzuführen, verwendete er oft das mathematische Verfahren der Korrespondenzanalyse, bei der kategoriale Variablen in einem zwei- oder mehrdimensionalen Raum verortet werden. Mittels des von Jean-Paul Benzécri entwickelten und in der französischen Statistik verbreiteten Verfahrens rekonstruierte er „soziale Felder“ und die ihnen zugrundeliegenden Dimensionen. In seinem späteren Werk homo academicus, aber auch in Die feinen Unterschiede ist dies ein von ihm häufig verwendetes Verfahren. Er setzte als Bezugspunkte auch die Ergebnisse seiner Feldforschung bei den Berbern ein, beispielsweise in seinem Spätwerk Die männliche Herrschaft.
Einige Ergebnisse von Bourdieus empirischen Arbeiten sind:
- Er zeigte, dass in Frankreich trotz der formalen Wahlfreiheit in Fragen des ästhetischen Geschmacks künstlerische Präferenzen – wie zum Beispiel klassische Musik, Rock und Chanson – stark mit der („kulturellen“) Klassenzugehörigkeit korrelieren.
- Er wies – alltägliche Beobachtungen einbringend – nach, dass Feinheiten der Sprache wie Akzent, Grammatik, Aussprache und Stil einen wesentlichen Faktor in der sozialen Mobilität darstellen, beispielsweise beim Erreichen eines besser bezahlten und höher bewerteten Berufs.
- Die von Bildungspolitik und Arbeitslosigkeit ausgelöste Bildungsdynamik bezeichnete er als „Inflation der Bildungsabschlüsse“ oder „Bildungsexpansion“. Die Schulabschlüsse verlieren dadurch an Wert, und die Absolventen aus niedrigeren Schichten haben schlechte Möglichkeiten, ihr durch Schulbildung erworbenes kulturelles Kapital angemessen umzusetzen (vgl. Bildungsparadox).
- Durch die zunehmende neoliberale Globalisierung sind nach Bourdieu atypische Arbeitsverhältnisse zur Regel geworden. Diese Prekarisierung trifft nicht nur marginalisierte Gesellschaftsgruppen, sondern zunehmend auch solche mit noch gesichertem Einkommen. Das organisierte Gegeneinander der Lohnabhängigen ist Bestandteil der neoliberalen Hegemonie.[12] Die „strukturelle Gewalt“ der Konkurrenz soll aufgegeben werden zu Gunsten eines Erkennens der gemeinsamen Interessen.

## An Bourdieu orientierte Forschung und andere Rezeption
Mit Hilfe der Methoden und Begriffe, die Bourdieu in seinem Hauptwerk Die feinen Unterschiede verwendete, haben der Politologe Michael Vester und andere Forscher der Universität Hannover im Jahr 1992 eine sowohl qualitative wie auch quantitative Untersuchung in westlichen Bundesländern durchgeführt, die die Klassen weiter in soziale Milieus gliedert und diese charakterisiert. Es handelt sich um die Erforschung sozialer Gruppen, die erstmals 1993 unter dem Titel Soziale Milieus im gesellschaftlichen Strukturwandel. Zwischen Integration und Ausgrenzung veröffentlicht wurde. 1995 erschien das von Michael Vester und anderen herausgegebene ergänzende Werk Soziale Milieus in Ostdeutschland. Gesellschaftliche Strukturen zwischen Zerfall und Neubildung. Eine Fortschreibung dieser Studien stellt die überarbeitete Neuauflage Soziale Milieus im gesellschaftlichen Strukturwandel. Zwischen Integration und Ausgrenzung aus dem Jahr 2001 dar (→ Literatur).
Einen anderen Ansatz verfolgte eine Gruppe von dreißig Forschern, die von 2002 bis 2004, koordiniert von der Universität Genf, fünfzig qualitative Interviews mit Menschen verschiedener Tätigkeitsfelder und Arbeitslosen auf der Grundlage der Theorie der Praxis von Pierre Bourdieu durchführte. Die Ergebnisse der Studie, die sich an Bourdieus Forschungsergebnisse, publiziert in Das Elend der Welt, anschließen, zeigen Gemeinsamkeiten und Unterschiede zwischen der Entwicklung in Frankreich und Deutschland. Das von Franz Schultheis und Kristina Schulz 2005 herausgegebene Werk Gesellschaft mit begrenzter Haftung. Zumutungen und Leiden im deutschen Alltag zeigt, dass die meisten Probleme in den ostdeutschen Bundesländern bestehen. Aber auch im Westen tritt die relative Sicherheit der Sozialen Marktwirtschaft immer mehr zugunsten ungleicher Verteilung von Arbeit und Gütern in den Hintergrund und das Selbstbewusstsein wird durch mangelnde Anerkennung und Respekt erschüttert. Ergebnis sind prekäre Arbeitsverhältnisse und eine verstärkte Verwundbarkeit der Menschen, die durch Individualisierung im Sinne so genannter Selbstverantwortung an den Rand der Gesellschaft gedrängt werden, durch weniger Einkommen und schlechtere Arbeitsbedingungen sowie physischen und psychischen Stress ihre Beheimatung nach und nach verlieren.
Egon Flaig, Althistoriker an der Universität Rostock, bedient sich in seiner fächerübergreifenden Forschung der Methoden Bourdieus und betont seine Distanz zum überkommenen Instrumentarium der Alten Geschichte.
Der französische Soziologe und Philosoph Didier Eribon stellt seine „autobiografische Analyse“ seiner Kindheit in einem Arbeiterviertel von Reims Retour à Reims (2009), deutsch: Rückkehr nach Reims (2016), partiell in die Tradition Bourdieus. Er betont sein Interesse für die Geschichten der sozialen Klassen und sozialen Unterschiede in der Gesellschaft und für die Reproduktion von Klassenverhältnissen, z. B. durch das Schulsystem.

## Auszeichnungen
- 1983 Mitglied der American Academy of Arts and Sciences
- 1988 Goethe-Medaille
- 1989 Ehrendoktorwürde der Freien Universität Berlin
- 1993 Médaille d’or du Centre National de la Recherche Scientifique, höchste akademische Auszeichnung in Frankreich
- 1996 Erving-Goffman-Preis der Universität Berkeley (Kalifornien)
- 1996 Ehrendoktorwürde der Johann Wolfgang Goethe-Universität Frankfurt am Main
- 1996 Ehrendoktorwürde der Nationalen und Kapodistrias-Universität Athen
- 1997 Ernst-Bloch-Preis der Stadt Ludwigshafen am Rhein
- 1999 Ehrendoktorwürde der Universität Joensuu
- 2000 Huxley-Medaille des Royal Anthropological Institute of Great Britain and Ireland (London)
- 2001 Mitglied der British Academy[16]

## Wirkung
Seit 2005 fördert und koordiniert die Stiftung Pierre Bourdieu in Genf im Sinne des Namensgebers internationale wissenschaftliche und politische Debatten und Projekte der verschiedenen Sozial- und Humanwissenschaften. Einige der Leitbegriffe Bourdieus werden inzwischen häufig in Politik, Kultur und Wissenschaft verwandt.

## Zitat
„In die Soziologie tritt nur ein, wer die Bande und Verhaftungen löst, die ihn gemeinhin an eine Gruppe binden, wer den Glaubensüberzeugungen abschwört, die unabdingbar sind, um dazuzugehören, wer jegliche Mitgliedschaft oder Abstammung verleugnet.“

## Schriften (Auswahl)
Hier sind die Hauptwerke gelistet, eine Auswahl weiterer wichtiger Veröffentlichungen findet sich in Schriften von Pierre Bourdieu.
- Mit Jean-Claude Passeron: Les héritiers: les étudiants et la culture. Les Éditions de Minuit, Reihe „Grands documents“ Nr. 18, Paris 1964.
  - deutsch: Die Illusion der Chancengleichheit. Untersuchungen zur Soziologie des Bildungswesens am Beispiel Frankreichs. Übersetzt von Barbara und Robert Picht, bearbeitet von Irmgard Hartig. Klett, Stuttgart 1971, ISBN 3-12-921120-9.
  - deutsch: Die Erben. Studenten, Bildung und Kultur. Übersetzt von Stephan Egger und Eva Kessler. UVK, Konstanz 2007, ISBN 978-3-89669-687-8.
- Esquisse d’une théorie de la pratique. Précédé de Trois études d’ethnologie kabyle. Librairie Droz, Genf 1972.
  - deutsch: Entwurf einer Theorie der Praxis. Auf der ethnologischen Grundlage der kabylischen Gesellschaft. Übersetzt von Cordula Pialoux und Bernd Schwibs. Suhrkamp, Frankfurt am Main 1976, ISBN 3-518-27891-6.
- La Distinction. Critique sociale du jugement. Les Éditions de Minuit, Paris 1979, ISBN 2-7073-0275-9; Nachdruck 2007, ISBN 978-2-7073-0275-5.
  - deutsch: Die feinen Unterschiede. Kritik der gesellschaftlichen Urteilskraft. Übersetzt von Bernd Schwibs und Achim Russer. Suhrkamp, Frankfurt am Main 1982, ISBN 3-518-57613-5.
- Le Sens pratique. Les Éditions de Minuit, Reihe Le sens commun. Paris 1980, ISBN 2-7073-0298-8.
  - deutsch: Sozialer Sinn. Kritik der theoretischen Vernunft. Übersetzt von Günter Seib, Suhrkamp, Frankfurt am Main 1987, ISBN 3-518-57829-4.
- Homo academicus. Les Éditions de Minuit, Reihe Le sens commun. Paris 1984, ISBN 2-7073-0696-7.
  - deutsch: Homo academicus. Übersetzt von Bernd Schwibs, Suhrkamp, Frankfurt am Main 1988, ISBN 3-518-57892-8.
- Les règles de l'art: genèse et structure du champ littéraire. Seuil, Paris 1992, ISBN 2-02-018159-2.
  - deutsch: Die Regeln der Kunst. Genese und Struktur des literarischen Feldes. Übersetzt von Bernd Schwibs und Achim Russer, Suhrkamp, Frankfurt am Main 1999, ISBN 3-518-58264-X.
- Mit Loïc Wacquant: Réponses: pour une anthropologie réflexive. Seuil, 1992, ISBN 2-02-014675-4.
  - deutsch: Reflexive Anthropologie. Suhrkamp, Frankfurt am Main 1996, ISBN 3-518-58229-1 (Erstausgabe 1993), ISBN 2-02-092092-1 und ISBN 978-2-02-092092-6.
- Méditations pascaliennes. Seuil, Reihe Liber. Paris 1997, ISBN 2-02-032002-9.
  - deutsch: Meditationen. Zur Kritik der scholastischen Vernunft. Übersetzt von Achim Russer, Suhrkamp, Frankfurt am Main 2001, ISBN 3-518-58307-7.
- La domination masculine. Seuil, Reihe Liber. Paris 1998, ISBN 2-02-035251-6.
  - deutsch: Die männliche Herrschaft. Übersetzt von Jürgen Bolder, Suhrkamp, Frankfurt am Main 2005, ISBN 3-518-58435-9.
- Esquisse pour une auto-analyse. Paris, Reihe Raisons d’agir. Paris 2004, ISBN 2-912107-19-9.
  - deutsch: Ein soziologischer Selbstversuch. Übersetzt von Stephan Egger, Suhrkamp, Frankfurt 2002, ISBN 3-518-12311-4.

- Pierre Bourdieu (Hrsg.): La misère du monde. Seuil, Reihe Points essais, Paris 2007.
  - deutsch: Das Elend der Welt. Zeugnisse und Diagnosen alltäglichen Leidens an der Gesellschaft, UVK, Konstanz 1997, ISBN 3-89669-867-2 (2. Aufl. 2008).

### Einführungen
- Eva Barlösius: Pierre Bourdieu. 2. Auflage, Campus, Frankfurt am Main/New York 2006, ISBN 978-3-593-39532-6.
- Cornelia Bohn, Alois Hahn: Pierre Bourdieu (1930–2002). In: Dirk Kaesler (Hrsg.): Klassiker der Soziologie. Band II, 6. Auflage, C. H. Beck, München 2020, ISBN 978-3-406-42089-4, S. 289–310.
- Pierre Carles: Soziologie als Kampfsport. Pierre Bourdieu im Porträt. Suhrkamp, Frankfurt am Main 2009, ISBN 978-3-518-13505-1 (Filmedition – DVD).
- Werner Fuchs-Heinritz, Alexandra König: Pierre Bourdieu. Eine Einführung. 3. Auflage, UVK, Konstanz/München 2011, ISBN 978-3-8252-4233-6 (UTB 2649).
- Lucas Gros: Praxeologie der Politik. Die politische Theorie Pierre Bourdieus. Springer, Wiesbaden 2019, ISBN 978-3-658-24946-5.
- Joseph Jurt: absolute Pierre Bourdieu. orange-press, Freiburg 2003, ISBN 3-936086-14-1 (2. Auflage 2007).
- Joseph Jurt: Pierre Bourdieu. Reclam, Stuttgart 2008, ISBN 978-3-15-020319-4.
- Joseph Jurt: Pierre Bourdieu. In: Matías Martínez, Michael Scheffel (Hrsg.): Klassiker der modernen Literaturtheorie. Von Sigmund Freud bis Judith Butler (= Beck'sche Reihe. Band 1822). Beck, München 2010, ISBN 978-3-406-60829-2, S. 301–321.
- Jens Kastner: Die ästhetische Disposition. Eine Einführung in die Kunsttheorie Pierre Bourdieus. Turia + Kant, Wien 2009, ISBN 978-3-85132-529-4.
- Stephan Moebius: Pierre Bourdieu – Zur Kritik der symbolischen Gewalt. In: Stephan Moebius, Dirk Quadflieg (Hrsg.): Kultur. Theorien der Gegenwart. VS. Freiburg 2006, ISBN 3-531-14519-3.
- Christian Papilloud: Bourdieu lesen. Einführung in eine Soziologie des Unterschieds. Mit einem Nachwort von Loic Wacquant. Transcript, Bielefeld 2003, ISBN 3-89942-102-7 (transcript-verlag.de, Volltext).
- Boike Rehbein: Die Soziologie Pierre Bourdieus. UVK, Konstanz/München 2006, ISBN 3-8252-2778-2 (UTB) (2. Aufl. 2011).
- Brigitte Schütt-Striemer: Pierre Bourdieu. In: Biographisch-Bibliographisches Kirchenlexikon (BBKL). Band 28, Bautz, Nordhausen 2007, ISBN 978-3-88309-413-7, Sp. 154–207 (Artikel/Artikelanfang im Internet-Archive).
- Markus Schwingel: Pierre Bourdieu zur Einführung. 7. Auflage. Junius, Hamburg 2011, ISBN 978-3-88506-380-3.
- Franz Schultheis: Forschen mit Bourdieu. Werkstattbesuche 1958-2002. Transcript, Bielefeld 2025, ISBN 978-3-837-67458-3.

### Übersicht
- Gerhard Fröhlich, Boike Rehbein (Hrsg.): Bourdieu-Handbuch. Leben – Werk – Wirkung. J.B. Metzler, Stuttgart und Weimar 2009, ISBN 978-3-476-02235-6.

### Weiterführende Sekundärliteratur
- Riccardo Altieri: Eine Antikritik auf Bourdieus Kritik am biographischen Schreiben. In: Marcus Hawel, Hanna Al Taher, Riccardo Altieri, Sven Brajer, Darija Davidovic, Marieluise Mühe, Jonas Riepenhaus (Hrsg.): Work in Progress. Work on Progress. Doktorand*innenjahrbuch der Rosa-Luxemburg-Stiftung. VSA, Hamburg 2019, S. 41–53. (academia.edu, Volltext).
- Beatrice von Bismarck (Hrsg.): Nach Bourdieu: Visualität, Kunst, Politik. Turia und Kant, Wien 2008, ISBN 978-3-85132-527-0.
- Uwe H. Bittlingmayer (Hrsg.): Theorie als Kampf? Zur politischen Soziologie Pierre Bourdieus. Leske + Budrich, Opladen 2002, ISBN 3-8100-3352-9.
- Cornelia Bohn: Habitus und Kontext. Ein kritischer Beitrag zur Sozialtheorie Bourdieus. Westdeutscher Verlag, Opladen 1991.
- Tobias ten Brink: VordenkerInnen der globalisierungskritischen Bewegung: Pierre Bourdieu, Susan George, Antonio Negri. Neuer Isp-Verlag, Köln 2004, ISBN 3-89900-020-X.
- Catherine Colliot-Thélène (Hrsg.) Pierre Bourdieu: Deutsch-französische Perspektiven. Suhrkamp, Frankfurt am Main 2005, ISBN 3-518-29352-4.
- Jörg Ebrecht, Frank Hillebrandt (Hrsg.): Bourdieus Theorie der Praxis. 2. Auflage. VS – Verlag für Sozialwissenschaften, Wiesbaden 2004, ISBN 3-531-33747-5.
- Steffani Engler, Beate Krais (Hrsg.): Das kulturelle Kapital und die Macht der Klassenstrukturen. Sozialstrukturelle Verschiebungen und Wandlungsprozesse des Habitus. Juventa, Weinheim 2004, ISBN 3-7799-1582-0.
- Rolf-Dieter Hepp: Bourdieu, Sozioanalyse, Soziosemiotik. ÖGS/ISSS, Wien 2000, ISBN 3-900494-41-X.
- Martin Herz: Disposition und Kapital. Ein Beitrag zur Bourdieu-Debatte. Braumüller, Wien 1996.
- Markus Joch, Norbert Christian Wolf (Hrsg.): Text und Feld. Bourdieu in der literaturwissenschaftlichen Praxis. Niemeyer, Tübingen 2005.
- Michael Hirsch, Rüdiger Voigt (Hrsg.): Symbolische Gewalt: Politik, Macht und Staat bei Pierre Bourdieu (Staatsverstandnisse), TB, Nomos Verlag, Baden-Baden, 2017, ISBN 978-3-8487-3291-3.[17]
- Joseph Jurt: Das literarische Feld. Das Konzept Pierre Bourdieus in Theorie und Praxis. Wissenschaftliche Buchgesellschaft, Darmstadt 1995, ISBN 3-534-11573-2.
- Joseph Jurt: Frankreichs engagierte Intellektuelle. Von Zola bis Bourdieu. Wallstein, Göttingen 2012, ISBN 978-3-8353-1048-3.
- Christoph Kammertöns: Kunst als Stabilisierung von Lebensstil und Lebenswelt: Pierre Bourdieu und Hermann Lübbe. In: recenseo: Texte zu Kunst und Philosophie. 2014, ISSN 1437-3777, doi:10.18445/20200511-223918-0.
- Jens Kastner: Der Streit um den ästhetischen Blick. Kunst und Politik zwischen Pierre Bourdieu und Jacques Rancière. Turia + Kant, Wien/Berlin 2012, ISBN 978-3-85132-679-6 (Nachdruck 2013).
- Jens Kastner: Koloniale Klassifikation. Zur Genese postkolonialer Sozialtheorie im kolonialen Algerien bei Frantz Fanon und Pierre Bourdieu. In: D. Suber, H. Schäfer, S. Prinz (Hrsg.): Pierre Bourdieu und die Kulturwissenschaften. UVK, Konstanz 2011, S. 277–302.
- Jens Kastner, Ruth Sonderegger (Hrsg.): Pierre Bourdieu und Jacques Rancière. Emanzipatorische Praxis denken. Turia + Kant, Wien/Berlin 2014, ISBN 978-3-85132-754-0.
- Markus König: Habitus und rational choice: ein Vergleich der Handlungsmodelle bei Gary S. Becker und Pierre Bourdieu. Deutscher Universitätsverlag, Wiesbaden 2003, ISBN 3-8244-4540-9.
- Beate Krais, Gunther Gebauer: Habitus. transcript, Bielefeld 2002, ISBN 3-933127-17-3.
- Ansgar Kreutzer, Hans-Joachim Sander (Hrsg.): Religion und soziale Distinktion. Resonanzen Pierre Bourdieus in der Theologie. Herder, Freiburg im Breisgau 2018, ISBN 978-3-451-02295-1.
- Egon Leitner: Bourdieus eingreifende Wissenschaft. Eine Handhabung. Turia und Kant, Wien 2000, ISBN 3-85132-261-4.
- Eckart Liebau: Gesellschaftliches Subjekt und Erziehung. Zur pädagogischen Bedeutung der Sozialisationstheorien von Pierre Bourdieu und Ulrich Oevermann. Juventa, Weinheim/München 1987, ISBN 3-7799-0679-1.
- Ingo Mörth & Gerhard Fröhlich (Hrsg.): Das symbolische Kapital der Lebensstile. Zur Kultursoziologie der Moderne nach Pierre Bourdieu. Campus, Frankfurt am Main / New York 1994, ISBN 3-593-34964-7.
- Hans-Peter Müller: Sozialstruktur und Lebensstile. Der neuere theoretische Diskurs über soziale Ungleichheit. Suhrkamp, Frankfurt am Main 1997.
- Armin Nassehi (Hrsg.): Bourdieu und Luhmann. Ein Theorienvergleich. Suhrkamp, Frankfurt am Main 2004, ISBN 3-518-29296-X.
- Frithjof Nungesser: Ein pleonastisches Oxymoron. Konstruktionsprobleme von Pierre Bourdieus Schlüsselkonzept der symbolischen Gewalt. In: Berliner Journal für Soziologie. Band 27, Nr. 1, 2017, S. 7–33, doi:10.1007/s11609-017-0335-5.
- Boike Rehbein, Gernot Saalmann, Hermann Schwengel (Hrsg.): Pierre Bourdieus Theorie des Sozialen: Probleme und Perspektiven. UVK, Konstanz 2003, ISBN 3-89669-734-X.
- Franz Schultheis: Bourdieus Wege in die Soziologie. UVK, Konstanz 2007, ISBN 978-3-89669-686-1.
- Franz Schultheis: Unternehmen Bourdieu. Ein Erfahrungsbericht. transcript, Bielefeld 2019, ISBN 978-3-8376-4786-0.
- Margareta Steinrücke (Hrsg.): Pierre Bourdieu – Politisches Forschen, Denken und Eingreifen. VSA, Hamburg 2004, ISBN 3-89965-037-9.
- Joseph Jurt: Le champ littéraire. Le concept de Pierre Bourdieu : contextes, théorie, pratiques. Honoré Champion, Paris 2023, ISBN 978-2-7453-5874-5.

### Forschungsergebnisse bezogen auf Deutschland
- Sandra Beaufaÿs: Wie werden Wissenschaftler gemacht? Beobachtungen zur wechselseitigen Konstruktion von Geschlecht und Wissenschaft. Transcript, Bielefeld 2003, ISBN 3-89942-157-4.
- Elisabeth Nöstlinger, Ulrike Schmitzer (Hrsg.): Bourdieus Erben. Mandelbaum, Wien 2007, ISBN 978-3-85476-194-5.
- Jürgen Raschert, Georg Lind (Hrsg.): Moralische Urteilsfähigkeit. Beltz, Weinheim 1987, ISBN 3-407-34007-9.
- Franz Schultheis, Kristina Schulz (Hrsg.): Gesellschaft mit begrenzter Haftung. Zumutungen und Leiden im deutschen Alltag. UVK, Konstanz 2005, ISBN 3-89669-537-1.
- Michael Vester, Peter von Oertzen, Heiko Geilling, Thomas Herman, Dagmar Müller: Soziale Milieus im gesellschaftlichen Strukturwandel. Bund-Verlag, Köln 1993, ISBN 3-7663-2484-5.
- Michael Vester, Michael Hofmann, Irene Zierke (Hrsg.): Soziale Milieus in Ostdeutschland. Gesellschaftliche Strukturen zwischen Zerfall und Neubildung. Bund-Verlag, Köln 1995, ISBN 3-7663-2573-6.
- Michael Vester, Peter von Oertzen, Heiko Geiling, Thomas Hermann, Dagmar Müller: Soziale Milieus im gesellschaftlichen Strukturwandel. Zwischen Integration und Ausgrenzung. Suhrkamp, Frankfurt am Main 2001, ISBN 3-518-28912-8.
- Karin Wallenczus: Praxisfeld Krankenhaus: Analyse einer Feldstudie anhand Bourdieuscher Reflexionen. Hamburg 1998, ISBN 3-86064-828-4.

## Filme
- Die Soziologie ist ein Kampfsport. Dokumentarfilm von Pierre Carles (2001)